# Son Gual
Son Gual és una antiga possessió situada al terme municipal de Palma, Mallorca, al barri de Sant Jordi, al districte de Llevant, vora l'autovia Palma-Manacor. Confronta amb les possessions de Son Ferrer de Sant Jordi, el Caragol, Xorrigo i Son Binissalom.
El 1229, després de la conquesta de Mallorca, les terres d'aquesta possessió foren repartides entre el rei i el bisbe de Barcelona. El 1479, amb motiu del fur reial, foren posades a pública subhasta per la cúria del Batle de Mallorca. La rematà Pere Gual, cavaller i noble (1489), a qui, amb data de 2 de desembre d'aquell any, se li expedí l'escriptura de compra amb l'obligació de doble feu al rei i al bisbe de Barcelona. El 1578, pertanyia a Antoni Gual i de Quint i confrontava amb la possessió i el rafal d'Antoni Ferrer, el camí reial de Manacor i els termes d'Algaida i de Llucmajor. Durant el segle XX s'iniciaren les segregacions i a finals del mateix s'hi dugueren a terme dues urbanitzacions. A les terres que tenen les cases de la possessió s'hi construí un camp de golf. Compta amb 18 clots (par 72), un rierol artificial de 900 m de longitud amb diverses cascades i estanys, 800 oliveres i vinya.

## Construccions
Les cases de la possessió presenten una clastra oberta a llevant, i tancada pels altres tres costats. Al fons de la clastra s'aixeca la que antigament era la façana principal, amb dues plantes d'alçat i portal forà d'arc escarser, i una finestra amb bocell gòtic al primer pis; més a la dreta, hi ha una escala exterior que puja a un portalet de llinda. Davant, hi ha un coll de cisterna, de factura historicista, modern. L'ala de l'esquerra, antigament dedicada a estances agrícoles, acollí els darrers anys la casa dels amos; té portal d'arc rodó, protegit per una porxada nova, amb dos pilars, i coronat per un escut de Sant Jordi; l'interior mostra dues naus amb coberta de volta de canó. Un pedrisset ressegueix l'angle d'aquestes dues ales. L'ala de la dreta acull els sestadors i les cotxeries; presenta dues plantes d'alçat, amb una porxada, sostenguda per tres pilars, que permet l'existència d'un terrat a la segona planta; en aquesta, hi destaca un rellotge de sol pintat, amb la inscripció: Cada cosa en el seu temps.